# Giuseppe Luigi Assemani
Giuseppe Luigi Assemani (Trípoli (Líbano), 1710 — Roma, 9 de fevereiro de 1782) foi um padre, teólogo, orientalista e erudito libanês naturalizado italiano.

## Biografia
Assemani veio de uma família bem conhecida de libaneses cristãos maronitas de Monte Líbano, que gerou vários eminentes orientalistas e eclesiásticos. Seu irmão foi o arcebispo Giuseppe Simone Assemani a quem ele ajudou com seus escritos; além de ajudar seu irmão, ele também estudou em Roma e foi nomeado pelo Papa, primeiramente para ser professor de siríaco na Universidade de Roma "La Sapienza" e mais tarde, professor de liturgia oriental nomeado pelo Papa Bento XIV. O Papa também fez de Assemani um membro da Academia de Pesquisa Histórica, que havia acabado de ser fundada.
Assemani e seu irmão entre eles lançaram as bases da pesquisa histórica moderna, com seu trabalho sobre a publicação das edições corretas de vários escritores da Antiguidade e da Idade Média, bem como o seu trabalho sobre os decretos dos vários conselhos gerais, nacionais e provinciais. Eles também foram influentes pelos exemplos que estabeleceram em suas próprias obras sobre como os materiais históricos devem ser usados.

## Obras principais
- Codex liturgicus ecclesiae universae / Joseph Aloysius Assemanus... recensuit, latine vertit, Praefationibus, Commentariis, et variantibus Lectionibus illustravit. Roma 1749-66, 13 volumes
- Missale Alexandrinum Sancti in quo eucharistiae liturgiae omnes antiquae ac recentes ecclesiarum Aegypti, Graece, Coptice, Arabice, et Syriace exhibentur. Roma 1754.
  - Reedição, Editor Hubert Welter, Paris 19XX.
- Commentarius theologico-canonico-criticus de ecclesiis earum reverentia, et asylo atque concordia sacerdotii et imperii. Roma 1766.
- De Sacris ritibus Dissertatio. Roma 1757.
- Commentarius theologico-canonicus criticus de ecclesiis, earum reverentia et asylo atque concordia Sacerdotii et Imperii. Roma 1766.
- Dissertatio de unione et communione ecclesiastica. Roma 1770.
- Dissertatio de canonibus poenitentialibus. Roma 1770.
- De catholicis seu patriarchis Chaldaeorum et Nestorianorum commentarius historico-chronologicus. Roma 1775. Este trabalho continua sendo a principal obra de referência sobre a história dos Patriarcas da Igreja do Oriente.
  - Reedição Westmead [etc.]: Gregg International Publ., 1969.
- De Synodo Diocesana Dissertatio. Roma 1776.
- Uma versão em latim da Collectio Canonum de Ebedjesus publicada pelo cardeal Angelo Mai em seu Scriptorum Veterum Nova Collectio

## Outros membros da família
- Arcebispo Giuseppe Simone Assemani (irmão)
- Stefano Evodio Assemani (1709–1782) (sobrinho)
- Simone Assemani (1752–1820) (sobrinho-neto)